# Gabriel Heinze
Gabriel Iván Heinze (Crespo, 19 de abril de 1978) é um treinador e ex-futebolista argentino que atuava como zagueiro ou lateral-esquerdo. Atualmente é auxiliar técnico do Arsenal.

## Carreira como jogador

### Início
Começou no Newell's Old Boys, da Argentina, em 1996. No ano seguinte, foi vendido ao Valladolid, onde jogou até 2001. Ainda com contrato com o clube espanhol, passou uma temporada emprestado no Sporting.

### PSG, Manchester United e Real Madrid

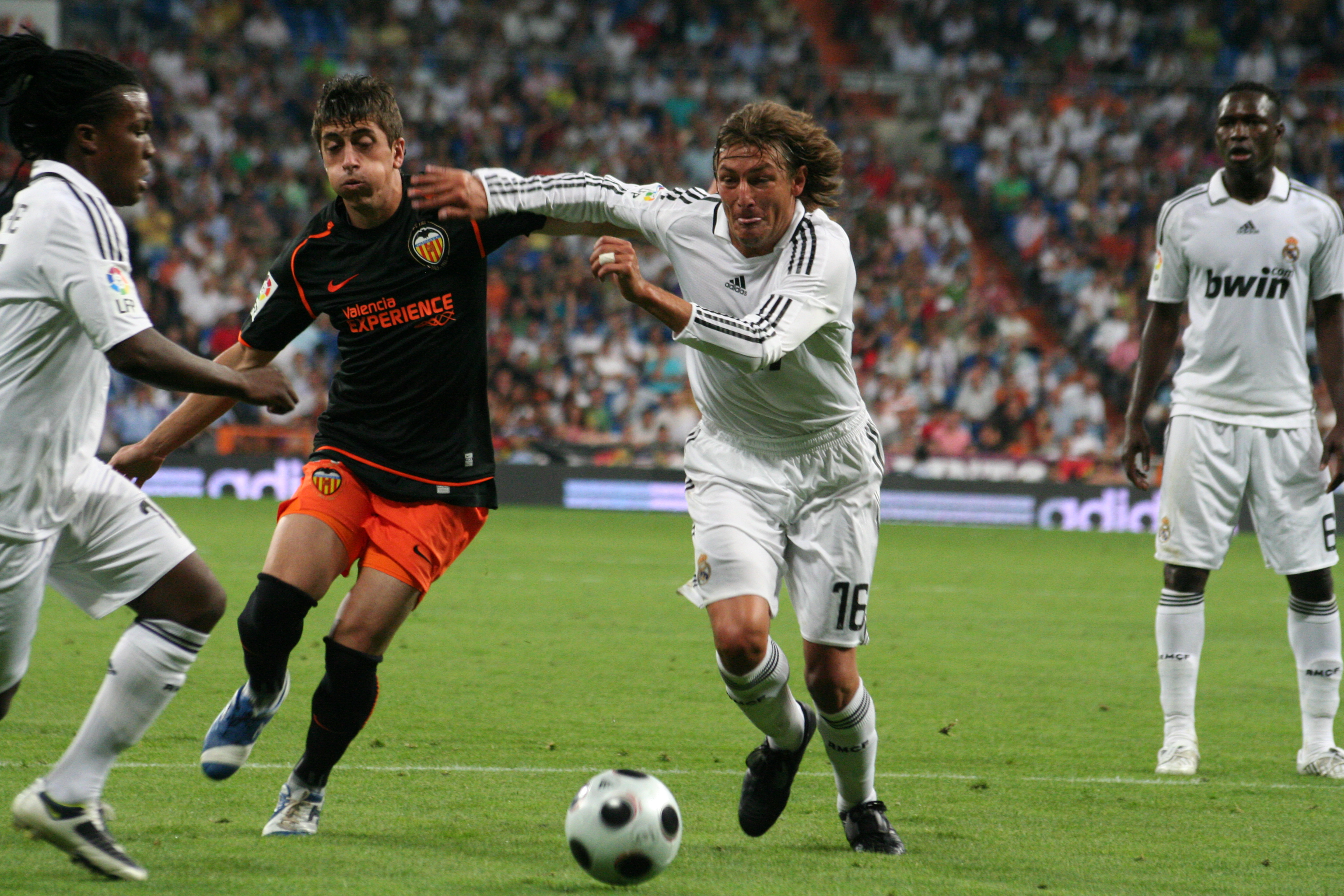
Heinze atuando pelo Real Madrid em 2008

Teve boa passagem pelo Paris Saint-Germain de 2001 a 2004 e chamou atenção do Manchester United, que o contratou. Jogou no clube inglês até 2007, quando foi vendido ao Real Madrid por 12 milhões de euros.

### Olympique de Marseille e Roma
Com a chegada dos novos Galáticos do Real, na metade de 2009, Heinze foi para a França jogar no Olympique de Marseille. Já em julho de 2011 foi anunciado como reforço da Roma, assinando contrato de um ano.

### Retorno ao Newell's
Em 2012 anunciou o seu retorno ao futebol argentino para defender o Newell's Old Boys e encerrar sua carreira. Teve participação importante nos Campeonatos Argentinos (2012–13 e 2013–14) e na Copa Libertadores da América.

## Seleção Argentina
Disputou diversas competições com a Seleção Argentina, com destaques para as Copas do Mundo FIFA de 2006 e de 2010.

## Aposentadoria como jogador
Aos 35 anos, anunciou oficialmente a sua aposentadoria no dia 21 de março de 2014.

## Carreira como treinador

### Godoy Cruz
A partir de junho de 2015, teve sua primeira oportunidade como técnico comandando o Godoy Cruz.

### Vélez Sársfield
Já no dia 12 de dezembro de 2017, Heinze foi anunciado como novo treinador do Vélez Sársfield. Deixou o clube em março de 2020.

### Atlanta United
Após ter sido especulado no Santos e no Palmeiras, Heinze foi anunciado pelo Atlanta United, dos Estados Unidos, no dia 18 de dezembro de 2020. O argentino durou apenas 17 jogos na equipe, sendo demitido no dia 18 de julho de 2021. Com problemas para se entender com os jogadores, o técnico obteve quatro vitórias, oito empates e cinco derrotas.

## Estatísticas como treinador
Atualizadas até 21 de julho de 2021
| Equipe             | Jogos | Vitórias | Empates | Derrotas | Aproveitamento |
| ------------------ | ----- | -------- | ------- | -------- | -------------- |
| Atlanta United     | 17    | 4        | 8       | 5        | 39.22%         |
| Vélez Sarsfield    | 70    | 30       | 22      | 18       | 53.33%         |
| Argentinos Juniors | 44    | 25       | 13      | 6        | 66.67%         |
| Godoy Cruz         | 10    | 2        | 2       | 6        | 26.67%         |
| Newell's Old Boys  | 50    | 18       | 16      | 16       | 46.67%         |

## Títulos

### Como jogador
Paris Saint-Germain
- Copa da França: 2003–04

Manchester United
- Premier League: 2006–07

Real Madrid
- La Liga: 2007–08
- Supercopa da Espanha: 2008

Olympique de Marseille
- Copa da Liga Francesa: 2009–10 e 2010–11
- Ligue 1: 2009–10
- Supercopa da França: 2010

Newell's Old Boys
- Campeonato Argentino (Clausura): 2013

Seleção Argentina
- Medalha de Ouro nos Jogos Olímpicos de Verão de 2004, em Atenas

### Como treinador
Argentinos Juniors
- Primera B Nacional: 2016–17